# Vicia
Vicia L. 1753 è un genere di piante della famiglia delle Fabacee (o Leguminose), comprendente oltre 200 specie,  note volgarmente come veccie.
A questo genere appartengono anche alcune specie coltivate, le più note delle quali sono la fava (Vicia faba) e la lenticchia (Vicia lens).

## Descrizione

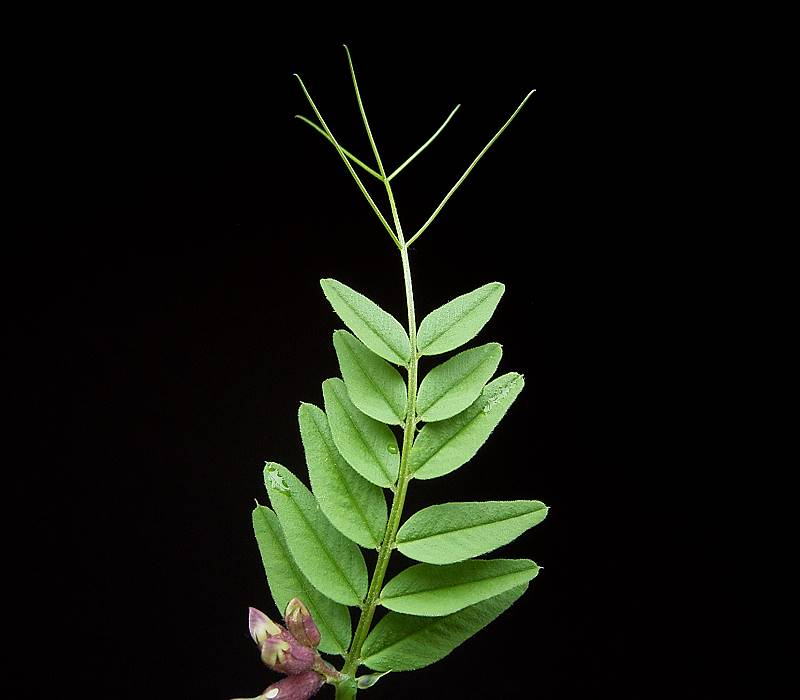
Foglia composta di Vicia sepium

Le specie di questo genere sono erbe annuali o perenni.
Le foglie sono composte, e in quasi tutte le specie terminano con filamenti dotati di capacità rampicanti.
I fiori hanno la tipica conformazione dei fiori delle leguminose (corolla papilionacea) e, a seconda delle specie, sono solitari o riuniti in racemi. I colori variano con le specie e talvolta anche all'interno della stessa specie; i colori più frequenti sono porpora, viola e blu, ma non mancano il bianco, il giallo e il rosso.
I frutti sono legumi.
Le radici contengono noduli per la fissazione dell'azoto.

## Distribuzione e habitat
Il genere Vicia è rappresentato in Europa, Asia e Africa.

## Tassonomia
Il genere Vicia comprende oltre 200 specie.
In Italia sono presenti una cinquantina di specie, di cui riportiamo un elenco limitato alle specie diffuse in tutte o quasi tutte le regioni.

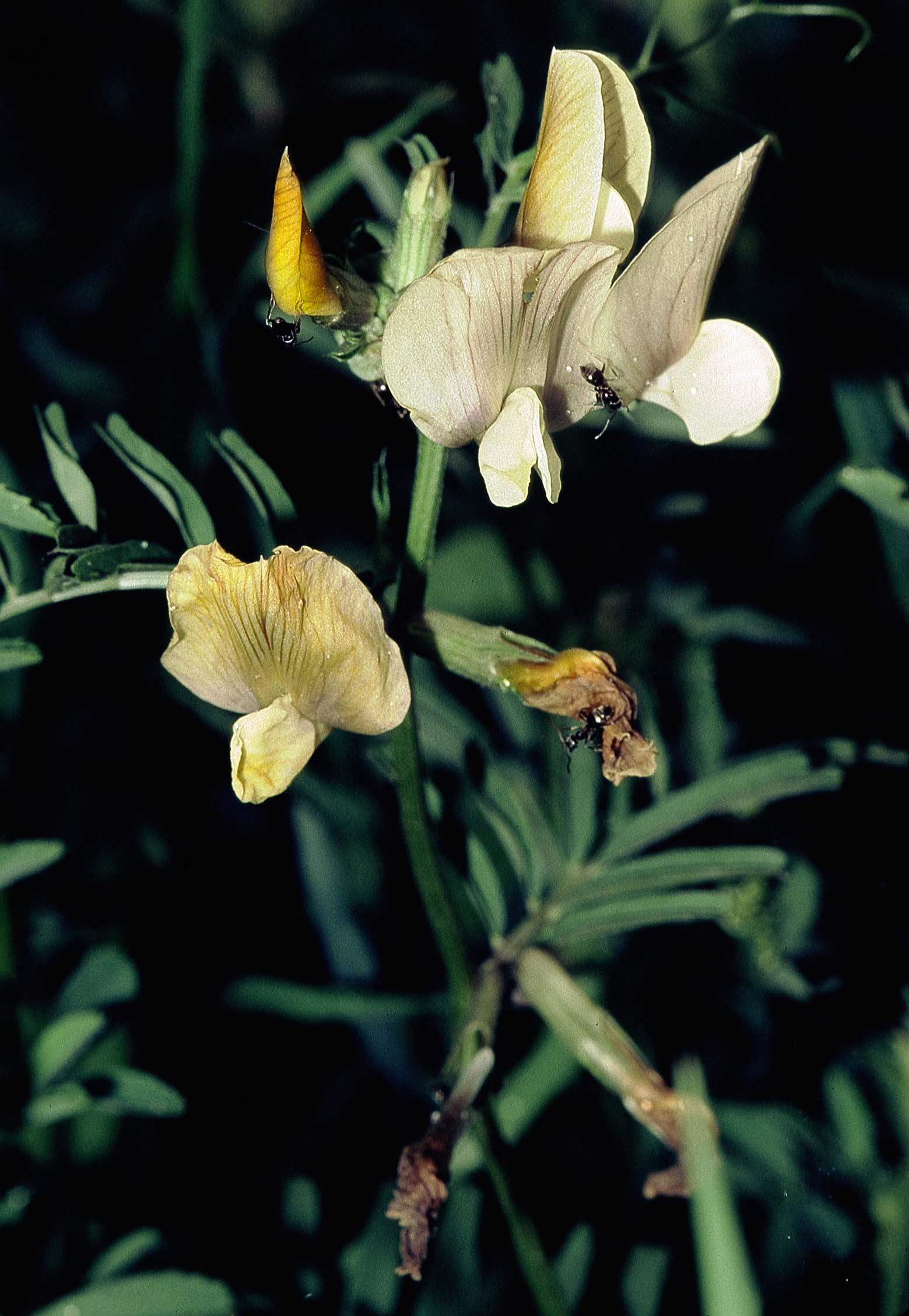
Vicia grandiflora

- Vicia benghalensis (compresa Vicia atropurpurea) (in Italia manca nel Nordest e in Emilia)
- Vicia bithynica (in Italia manca in alcune regioni del Nord)
- Vicia cassubica, veccia dei cassubi (in Italia manca nel Nordovest e in Sardegna)
- Vicia cosentina (endemismo italiano, manca in alcune regioni del Nord e del centro)
- Vicia cracca (tutta Italia)
- Vicia disperma, veccia a due semi (in Italia manca in alcune regioni del Nord)
- Vicia dumetorum (in Italia manca in Sicilia, in Calabria e in Sardegna)
- Vicia ervilia, veccioli, mochi (in Italia manca nel Nordovest, in Trentino e in Sardegna)
- Vicia faba, fava (in Italia manca in alcune regioni)
- Vicia grandiflora (in Italia manca nel Nordovest e in Sardegna)
- Vicia hirsuta (in Italia manca nel Nordovest e in Sardegna)
- Vicia hybrida (in Italia manca in Val d'Aosta e in Trentino)
- Vicia incana (tutta Italia)
- Vicia lathyroides (tutta Italia)
- Vicia lens, lenticchia
- Vicia lutea, veccia gialla (tutta Italia)
- Vicia narbonensis (in Italia manca in Val d'Aosta e in Trentino)
- Vicia peregrina (tutta Italia)
- Vicia sativa, veccia dolce (tutta Italia)
- Vicia sepium (in Italia manca in Puglia e in Sicilia)
- Vicia sylvatica (in Italia è limitata al Nord e alla Toscana)
- Vicia tenuifolia (tutta Italia)
- Vicia tenuissima (in Italia manca in alcune regioni del Nord)
- Vicia tetrasperma (tutta Italia)
- Vicia villosa, veccia pelosa (tutta Italia)

Ricordiamo anche due vecce tipicamente mediterranee:
- Vicia amphicarpa, a frutti sotterranei (in Italia è presente solo nel Sud, Campania esclusa, e nelle isole maggiori)
- Vicia calcarata, a fiori solitari (in Italia è presente nel Sud, nelle isole maggiori e in Toscana)

Tra le specie più rare, meritano una menzione:
- Vicia giacominiana, endemica del Salento meridionale
- Vicia glauca, limitata alle aree montuose della Sicilia e della Sardegna
- Vicia serinica, endemica del monte Sirino in Basilicata, a quote comprese tra 1500 e 1800 m

## Usi
Diverse specie di Vicia sono usate come foraggio. Alcune specie, delle quali la più nota è Vicia faba (la fava), sono usate per l'alimentazione umana.
Molte specie di Vicia, tuttavia, contengono sostanze debolmente o moderatamente tossiche come la fasina.